# Cruz de Término, Énova
La Cruz de Término de la Énova, es una cruz de término que data del siglo XIX, a diferencia de otras que tienen su origen en el siglo XV, cuando ciudades y villas valencianas decoraron las entradas o salidas de los pueblos a los caminos principales con peirones o cruces de término monumentales.

## Historia
Se piensa que el origen de la cruz de término de Énova está en la iniciativa de algún párroco del siglo XIX. No se puede asegurar ya que no existe documentación sobre el encargo. Lo que sí se puede afirmar es que la cruz de piedra fue repuesta por una de hierro después de la guerra civil del 36.

## Descripción
La cruz presenta una plataforma circular escalonada, que tiene dos escalones de sillares de piedra caliza. La cruz se ancla a un pilar rectangular, también con plataforma y rematado con cornisa clásica, que se corona con una bola que simboliza el orbe que está coronado a su tiempo por la cruz de estilo neorrenacentista.
Presenta en tres lados decoración que consiste en bajos relieves que representan, respectivamente: el anagrama coronado del Mater Amatissima (la Virgen María, reina de los Cielos), el Chiprer (sicut Cypres in Sion) y la Palmera (sicut Palma in Gadi). El ciprés y la palmera se utilizan como alegorías marianas (símbolo del triunfo, la victoria y la castidad de María Santísima), que están inspiradas en las letanías lauretanas. Así, esta iconografía concuerda, con la advocación de la parroquia de la Énova a la Virgen de Gracia.